# Victor Johnson
Victor Louis Johnson (Aston, 10 mei 1883 - Sutton Coldfield, 23 juni 1951) was een Brits wielrenner.
Johnson werd in 1908 olympisch kampioen op de 600 meter. In hetzelfde jaar werd Johnson wereldkampioen op de sprint.

## Resultaten
| Jaar | WK     | Olympische Zomerspelen |
| ---- | ------ | ---------------------- |
| 1908 | sprint | 660yd                  |